# Kvinnliga kroppsideal i Sverige under 1900-talet
Kvinnliga kroppsideal i Sverige har förändrats mycket under 1900-talet. Kroppsideal är den allmänna idén om hur kroppen ska vara för att betraktas som attraktiv och som en majorite strävar efter. Det har aldrig funnits något allmängiltigt och tidlöst skönhetsideal, idealen är istället under ständig förändring. Under 1900-talet har det kvinnliga kroppsidealet varierat mycket. Traditioner, idoler, historiska händelser, attraktion och kvinnans skiftande ställning på arbetsmarknaden är några bakgrunder till variationerna. Trots att idealen är utbredda och många gånger motsägelsefulla så går det att peka ut några trender under respektive årtionde.

## 1900-tal
Under decenniet präglades kroppsidealen för kvinnor av en tunn och bräcklig figur. Såväl händerna, fötterna, munnen som näsan skulle vara små i formen. Vithet var en klassmarkör. Kvinnor skyddade deras bleka hy med parasoller och vidbrättade hattar. Påfrestande kroppsligt arbete med stor exponering av sol var inte möjligt för att kunna bibehålla en ljus hy samt smal figur. Således markerade idealen en skillnad mellan över-/medelklasskvinnorna och arbetar-/bondkvinnorna. Kroppsidealen eftersträvades främst av över-/medelklasskvinnan då arbetar-/bondkvinnan inte hade möjlighet, praktiskt eller ekonomiskt, att leva upp till dem.

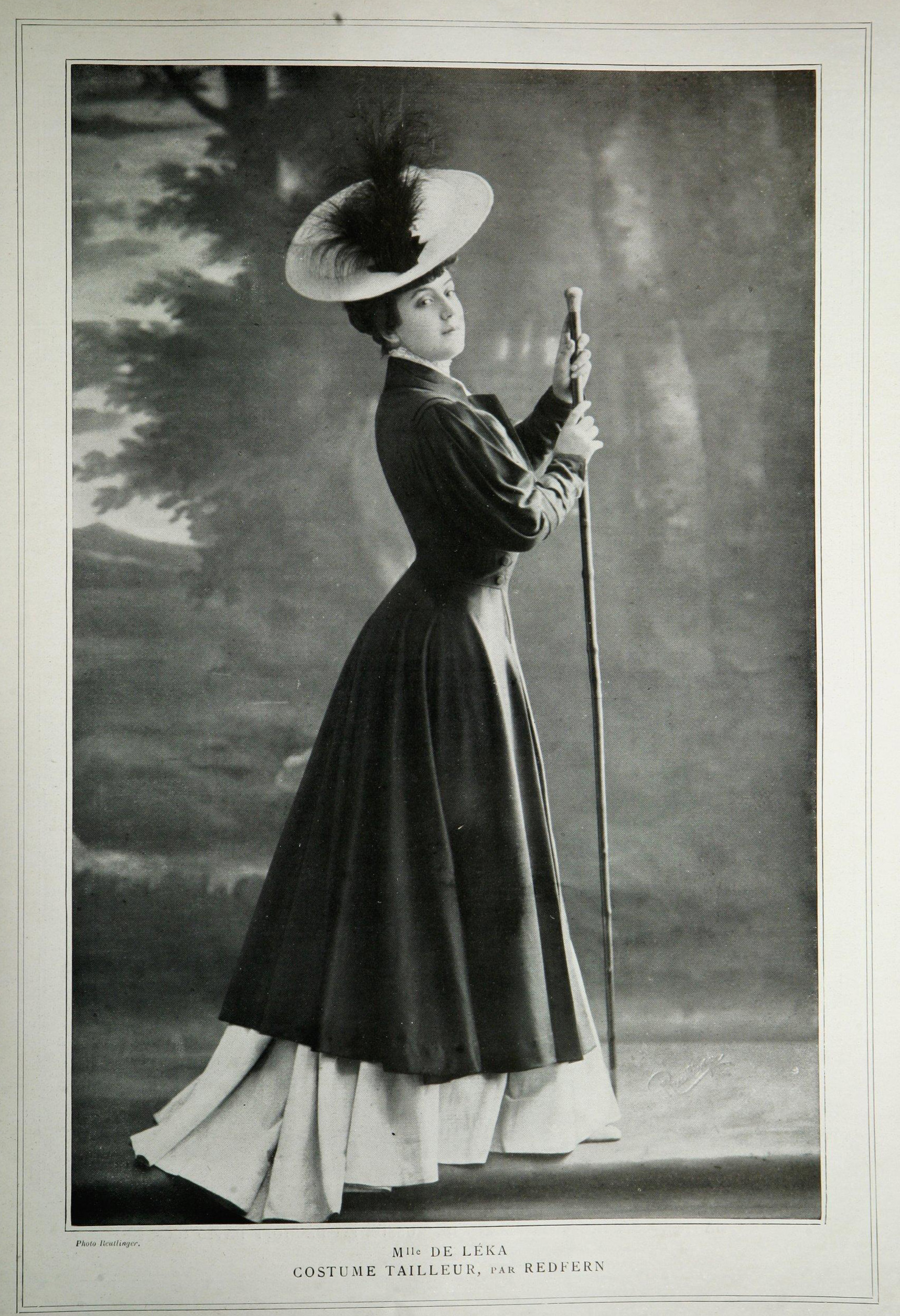
S-silhuetten, 1905.

År 1900 lanserades en ny korsett, den edvardianska korsetten som resulterade i ett nytt ideal, den så kallade "S-silhuetten". "S-silhuetten" eller "S-linjen" fick sitt namn då kvinnan från sidan påminde om bokstaven S utdraget. Det vill säga korsettens syfte var att skapa en rak och framåtlutande framsida där baken sköts bakåt, samtidigt som den smalaste delen av kroppen framhävdes. Målet var en "getingmidja" där önskemåttet var 32 cm som möjliggjorde en omfamning av midjan med två händer. Korsetten skiljde sig från tidigare modeller då den inte omslöt bröstkrogen och sades därmed vara skonsammare för inre organ såsom livmodern som tidigare korsettmodeller fått kritik för.

## 1910-tal
Kvinnans ställning på arbetsmarknaden och i hemmet förändrades under första världskriget vilket kom att resultera i tidens nu friare ideal. Det nakna bröstet har fungerat som en symbol för befrielse i många politiska och revolutionära sammanhang. Den unga kvinnan Mary Phelps Jacob (senare Caresse Crosby) skapade den första moderna behån i början av 1910-talet. Hon fick idén, när hon var på väg till en bal, att ersätta korsetten med något enklare och använde sig av två näsdukar och ett rosa band. År 1914 sålde hon patentet till Warner Brothers Corset Company för femtonhundra dollar. De första moderna behåarna var inte funktionella men gav utrymme för friare kläder och blev början för korsettens tid som förlegad. S-linjen följdes av T-linjen, en kvinnokropp rak från alla håll, som påvisade att getingmidjan var överspelad. De nya idealen skilje sig från de tidigare. Istället för att uppnå kroppsidealen med hjälp av yttre tryck (korsett, turnyrer och krinoliner) ställdes nya krav på individen att genom dieter, träning och disciplin förändra kroppen. Den kvinnliga idealkroppen gick upp i vikt och lämnade det smala och svaga idealet. Kvinnan propagerades att vara sund och ägna sig åt barnafödande och barnuppfostran som en följd av de sjunkande födelsetalen i Sverige under årtiondet.

## 1920-tal
Efterkrigstiden kom att symbolisera en känsla av frihet och modernitet, inte minst för kvinnorna. Det nya modet blev en reaktion på samhällets gamla traditioner, skrankor och tabun. Kvinnor klädde sig i enkla, korta klänningar som inte avslöjade någon figur, vilket var motsatsen till de tidigare komplicerade klädesdräkterna med korsetter som framhävde kvinnans alla kurvor. Kroppsidealet var lång, slank, smalhöftad och plattbröstad. Hyn skulle fortsatt vara blek. Pojkaktiga former idealiserades. De nya kläderna följde idealet och hade tydliga androgyna inslag vilket gjorde det möjligt för mer rörelse och bekvämlighet. De tydliga manliga inslagen var på många sätt en symbol för den kvinnliga frigörelsen och den nyvunna förbättrade ställningen bland annat på arbetsmarknaden och politiskt. Denna symbolik går även att finna i det nya modet för kvinnorna (som kallades flapper) att röka, dricka alkohol, använda slang, lyssna på amerikansk jazz och klippa håret kort.

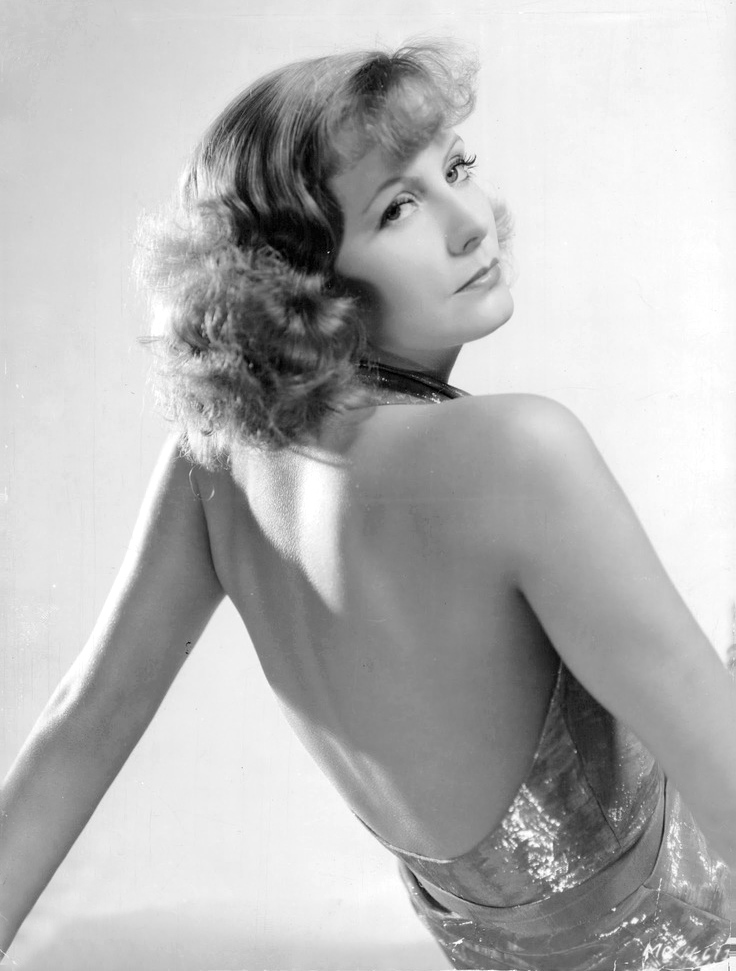
Greta Garbo 1931.

Skönheten blev teoretiskt sett mer jämlik. Skönhetsidealen och modet dikterades inte längre av aristokratin utan blev en möjlighet över klassgränserna. Det fotografiska mediet och utvecklingen av rörliga bilder förändrade i stora drag förutsättningarna och genererandet av nya ideal. Greta Garbo slog igenom i Gösta Berglings saga och blev årtiondets stora idol. Den svenska flickan som blev världsberömd visade att vem som helst kan bli en modeikon och det blev även de som stod för de nya idealen. I Hollywood år 1927 förändrades filmstjärnans utseende för att passa det sena 20-talets skönhetsideal. En strikt diet bidrog till att förändra hennes figur och anletsdragen radikalt. Garbos ouppnåeliga utseende blev hennes främsta varumärke. Hon kallades Garbo det gudomliga och kvinnor eftersträvade att se ut som henne.

## 1930-tal
Årtiondets låga födelsetal hade en inverkan på idealkroppen. Kvinnor gick upp i vikt igen och önskade att utstråla sundhet för att vara lämplig att ägna sig åt barnafödande. En naturlig, hälsosam och präktig mamma som var ordentligt påklädd blev ett ideal. Klaffar syddes in i många klädesplagg. Filmen slog igenom och filmstjärnor såsom Marlene Dietrich, Rita Hayworth och Mae West blev nya idoler och ansågs vara tidens stora skönheter. I takt med filmen utvecklades skönhetsindustrin och en kommersialisering av kvinnokroppen blev vanligare. Karin Johannison beskriver i sin bok Kroppens tunna skal (1997) det såhär: "Det blev modernt dvs. upplyst och rationellt att betrakta sin kropp som ett individuellt kapital". Med andra ord blev det kvinnans ansvar att utstråla sundhet och hälsa. Detaljerade skönhetsråd om hur idealkroppen skulle uppnås återkom i veckopress under både 20- och 30-talet, exempelvis i tidskriften Charme, och spreds därmed till en bredare publik. Det gick att läsa om allt från dieter, gymnastikprogram till bantningstéer.
| ”              | Den som har en ful kropp t.ex behöver inte förtvivla. Kroppsövningar av det rätta slaget, utförda regelbundet och med omsorg och måtta, kunna göra underverk. Har ni dålig hållning och gång finns det bot för den saken också. Har ni ömma och vanskötta fötter - för all del, bättra er ! | „ |
| – Charme. 1932 | |   |

 Ett förändrat yttre sades förbättra livet i stort. Det led till framgång på arbetsmarknaden, bland vänner och det motsatta könet. För de som inte lyckades på naturlig väg att förändra utseendet lyftes de nya estetiska ingreppen upp som ett alternativ i veckotidningarna. Det skrevs bland annat om paraffininjektioner. USA låg steget före inom estetiska kirurgin och det sades att kroppar "fiffats upp som gamla bilar i en Fordverkstad".

## 1940-tal
Den fruktsamma kvinnan var ett fortsatt ideal under andra världskriget, en tid som präglades av krav och plikt i samhället. Det pågående kriget gjorde att mindre eftertanke och tid lades på kvinnors utseende. Ekonomin gick dåligt och det ansågs därför inte politiskt korrekt att spendera pengar på skönhet. Kvinnor kom ut på arbetsmarknaden i större utsträckning. Kläderna behövde vara praktiska och många kläder gjordes därför i slitstarka material med breda och raka axlar.

## 1950-tal

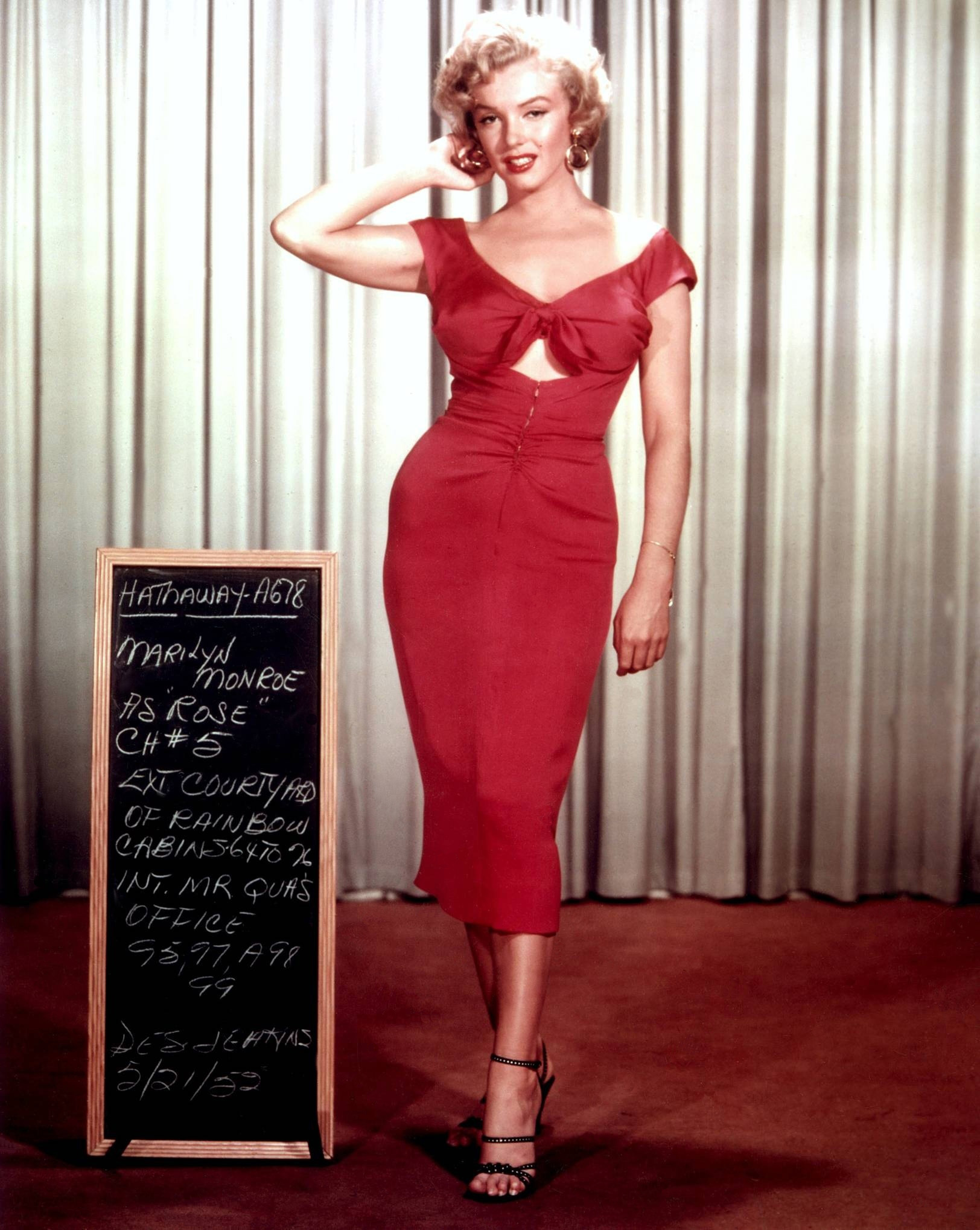
Marilyn Monroe 1953.

1950-talet har kallats "bystdrottningarnas årtionde"" på grund av filmstjärnor som Marilyn Monroe, Sophia Loren, Jayne Mansfield, Diana Dors och Anita Ekbergs stora genomslag. Det nya idealet var den timglasformade kroppen med en stor byst och framhävande midja likt filmstjärnornas. Begreppet bystdrottning myntades i samband med de diskussioner som filmen Den laglöse (1943) väckte där skådespelaren Jane Russells kurvor exponerades. Det blev senare populärt bland ungdomar att använda höfthållare och stålfjädrade behå-kupor för att uppnå idealet. Samtidigt blomstrade ett hemmafruideal och det fanns en utveckling av ett smalare ideal utan kurvor där filmstjärnorna Grace Kelly och Audrey Hepburn var idoler. Det fanns ett flertal olika rebelliska ungdomskulturer som växte fram. Ungdomar visade genom klädstilar och musik sina egna värderingar och självständighet samtidigt som de gjorde uppror mot den äldre generationen. Ett flertal tonårsflickor ville visa sig som kaxiga och bar därför jeans och tröja.

## 1960-tal

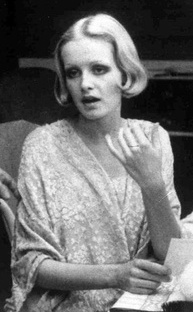
Twiggy 1971.

1920-talets mer anspråkslösa ideal återkom under 1960-talet när fotomodellen Twiggy (Lesley Lawson) slår igenom plattbröstad, smalhöftad och kortklippt. Modellen, som fick sitt smeknamn då hon var smal som en kvist, blev en idol för en hel generation unga kvinnor. Det utbröts en "bantningshysteri" bland många kvinnor. Franska modedesignern Yves Saint Laurent uttryckte sig under årtiondet: "jag tror inte att den kurviga kvinnan är den moderna kvinnan - dagens kvinna är benig".
Samtidigt förändrades samhället och i samband med politisering och sociala revolter brändes behåar på bål. År 1964 kom topless-modet, det vill säga kvinnor undvek att använda behåar, som startades av Birgitte Bardot. Modet frigjorde det kvinnliga bröstet. Feministrörelsen fick kraft och många kvinnor ville utplåna de föreställningar som ansågs var hämmande för kvinnors position i samhället. Dessa krav på jämställdhet och kvinnlig frigörelse fortsatte och förstärktes under 1970-talet. I slutet av 60-talet slog hippiekulturen igenom med en liberal syn på kroppen och kläder som bidrog till det växande friare idealen.
Modedesignern Katja Geiger (känd som Katja of Sweden) slog igenom under årtiondet med banbrytande kläder med mål att befria kvinnokroppen. Kläderna som både var lättskötta och bekväma bröt mot tidens snäva kroppsideal och gjorde Geiger till den första internationellt kända svenska modedesignern. Kläderna passade den moderna arbetande kvinnan.

## 1970-tal
70-talet var i stora drag ett undantag då fokuset inte längre låg på om idealkvinnokroppen skulle vara åt det smalare hållet eller åt det lite mulligare. Fokuset låg på strävan efter jämlikhet. Många ansåg att den syn som fanns på kvinnokroppen i samhället begränsade kvinnor på olika sätt. Föreställningen om att kvinnor hela tiden ska sträva efter att "förbättra" sin kropp genom exempelvis bantning kritiserades starkt. Många kvinnor vägrade att bli bedömda enbart utifrån deras kroppar, personligheten skulle värderas istället. Unisex, behå-löst mode och trendiga plyschoveraller framhävde den fria och naturliga kvinnokroppen. Kvinnor började öppet sola topless. Behåar brändes på bål som symbol för den eftersträvade friheten. Under 60-talet hade en livlig jämställdhetsdebatt påbörjats. Den traditionella familjen och framförallt hemmafrun ifrågasattes. Debatten gav stora förändringar för många kvinnor. Från slutet av 60-talet till början av 80-talet gav sig mer än en halv miljon svenska hemmafruar ut på arbetsmarknaden.

## 1980-tal
Utseendet blev återigen mycket viktigt samtidigt som skillnaden mellan kvinnligt och manligt betonades. De kvinnliga fotomodellerna var smala men de skulle på samma gång se friska och vältränade ut. Under denna tid växte en ny gymkultur fram. Sveriges första gym, City Gym, öppnade år 1959 i Göteborg. Ägaren, Henry Bergström, insåg tidigt att för att lyckas utveckla verksamheten behövde han lyckas locka dit kvinnor. Tillsammans med sin fru, Birgit, öppnade han en separat damsektion 1967. Det var däremot inte förrän på 80-talet som gymmen går från att vara en subkulturell företeelse som endast lockade unga män till att få stor spridning där även kvinnor i olika åldersgrupper lockades dit. Det var mycket på grund av Susanne Lanefelt som iförd i pannband, benvärmare och pastellfärgad gympadräkt slog igenom med träningsprogrammet Gymping i SVT år 1983. Programmet lockade därmed kvinnor till träningslokalerna. Hon fick inspiration från Jane Fonda som fått stort genomslag bland amerikanska kvinnor med sina videoträningar till musik. Det var även på 80-talet som Stockholm fick sitt första gym avsett enbart för damer. Gymmet besöktes av kända profiler, Agnetha Fältskog och Anni-Frid Lyngstad från musikbandet ABBA samt Lill-Babs, vilket ökade populariteten. Gymmen som gav möjlighet att forma alla kroppsdelar som arm, midja och ben i minsta detalj blev allt populärare och passade väl in i tidens skönhetsideal. Plastikkirurgin var inget nytt men ökade i popularitet under 80-talet. Efterfrågan på estetisk kirurgi ökade enormt, bland annat bröstimplantat och fettsugning. Svensk förening för estetisk plastikkirurgi grundades år 1983 och kliniker öppnades runt om i landet. Huden skulle helst vara gyllenbrun året runt och solarium öppnades i flera städer. Till skillnad från början av århundradet hade den solbrända huden under några årtionden utvecklats till en statusmarkör som påvisade att personen hade frihet och möjlighet att åka på semester till varmare länder.

## 1990-tal
Nittiotalets kroppsideal var komplext. Under årtiondet betonades utseendet mer än tidigare. Det fanns många androgyna inslag samtidigt som kvinnan sexualiserades och det typiskt kvinnliga framhävdes genom sexiga underkläder och push-up-behå. Underklädesvarumärket Victoria´s Secret blev populärt och hade år 1995 deras första tv-sända modevisning. Modellerna, som bland annat deltog i modevisningarna, blev de nya idolerna och hade en anmärkningsvärt låg vikt. Bland annat slog den brittiska supermodellen Kate Moss igenom som beskrevs som "heroin chic" och ett nytt ideal växte fram. "heroin chic" kännetecknas av sjukligt smal kropp med utbuktande nyckelben och blek hy. Modellens motto var "inget smakar så bra som smalhet känns". Andra kända supermodeller under årtiondet, som tillsammans med Kate Moss kallats "The Big Six", var Naomi Campbell, Cindy Crawford, Linda Evangelista, Christy Turlington och Claudia Shiffer. Det går att se en ökning bland sjukdomarna anorexi och bulimi. Olika dieter som Atkinsdieten och flygvärdinnedieten samt lättprodukter som minimjölk och diet coke med låg fett- och kolhydrat-halt blev vanligare.
En tunn men stark kropp var fortsatt ett ideal. Gymkulturen som växt fram under 80-talet utvecklades under följande årtionde. Workout/aerobics och styrke- och muskelträning kombinerades vilket skapade en ny gymarena där kvinnor och män tillsammans delade samma livsstil. Gymkulturen breddades som en följd av globaliseringen, öppningen av allt fler gymkedjor runt om i landet, kommersialiseringen och professionaliseringen. Det blev en masskultur som lockade alla kön och åldrar. Dessutom var ny forskning och medicinska idéer positiv till en smal och hälsosam kropp i rörelse. Denna forskning passade den nya gymkulturen och tillsammans med de kommersiella krafterna resulterade detta i det tunna och starka idealet.
Sexsymbolen Pamela Anderson slog igenom i TV-serien Baywatch och gav oss ett ouppnåeligt ideal som kombinerade en stor byst samt smala pojkaktiga höfter. Samantha Fox var även framträdande för detta ideal. De har benämnts som"bystdrottningar" likt kvinnor som Marilyn Monroe kallats på 50-talet.
Under nittiotalet sker snabba förändringar av samhället, det är den digitala revolutionens decennium. Internet slår igenom, majoriteten av invånare får tillgång till en egen mobiltelefon, satellit-TV och reklamfinansierade tv- och radiokanaler blir vanligt. Internet gav en större exponering av idealkroppar och påverkade därmed hur de skapas och upprätthålls. Skådespelare och fotomodeller som ansågs representera skönhetsidealen syntes i stor utsträckning på internet i exempelvis filmer och reklam. Kvinnor blev därmed ständigt påminda om utseendets betydelse vilket på många sätt ökade osäkerheten och viljan att förändra det.